# Falchom
Falchom war ein russisches Längenmaß und wurde auch als Baumaß verwendet.
- 1 Falchom = 7 Fuß (engl.) plus 1⁄10 Zoll = 6 Fuß (franz.) plus 7 Zoll